# Gloucester herceg-szigetek
A Gloucester herceg-szigetek (franciául: Îles du Duc de Gloucester) egy szigetcsoport a Dél-Csendes-óceánon. A terület politikailag Francia Polinéziához tartozik. A Gloucester herceg szigetcsoport a Tuamotu-szigetek egyik alcsoportja, amely kis korálszigetekből áll.
A Tuamotu-szigeteket legelőször a polinéziai emberek népesítették be, akiknek közös nyelvük és kultúrájuk van. A Gloucester herceg-szigetek a Tuamotu szigetcsoport délnyugati részén található.
A Gloucester herceg szigetcsoport négy atollból áll:
- Anuanuraro (lakatlan (2007), 2,2 km²)
- Anuanurunga (lakatlan (2007), 7 km²)
- Hereheretue (58 fő (2007), 4 km², lagúnával együtt 27 km², egyetlen települése Otetou)
- Nukutepipi (2 fő (2007), 1,5 km²)

A szigetcsoport legkeletibb szigete Nukutepipi és a legnyugatibb Hereheretue. A kettő között lévő távolság mintegy 270 km.

## Története
A négy atollból (Hereheretue, Anuanuraro, Anuanurunga és Nukutepipi) álló szigetcsoportot a nyugat számára Pedro Fernández de Quiros portugál hajós fedezte fel 1606-ban, aki a  Négy koronás ("Quatro coronados") nevet adta a szigeteknek.
Nukutepipi sziget nevét először Charles Wilkes, amerikai felfedező 1841-es útja során készített feljegyzéseiben olvashatjuk.
1980-ban Jean Madec, francia osztrigatelepes, a kor polinéz kormányának jóváhagyásával megvásárolta Nukutipipi lakatlan szigetét. Három év alatt teljesen átalakította Nukutepipit. Osztrigatelepeket létesített épületekkel és egy leszállópályát. 1983. február 26-án azonban az atollt teljesen elpusztította az Orama-Nisha ciklon. Madec és két alkalmazottja (Angèle Sank és Claude Peyssières) sikeresen elmenekültek és a vihar után az egész szigetet teljes egészében újból felépítették. Kókuszpálmákat ültettek és a teljesen elpusztított leszállópályát is újból megépítették.
1991-ben Madec 70 éves korában eladta a szigetet egy japán cégnek. 2007-ben a francia polinéziai kormány megszavazott egy 7,5 millió eurós turisztikai projektet, hogy beindítsák a turizmust Nukutepipi szigetén.  A projekt már későn jött, mert a szigetet a japánok 5 millió euróért eladták egy kanadai embernek. Ekkor történt, hogy a lagúna összes cápáját kiirtották, holott az itt élő feketeorrú cápa (Carcharhinus acronotus) az emberre teljesen ártalmatlan. Katasztrofális helyzetet okozott ez a környék vizeiben, mert a cápák természetes szabályozók voltak az ökoszisztémában.

## Közigazgatás
Közigazgatásilag a Gloucester-szigeteken egy települési önkormányzat (commune) van: Hereheretue
A szigetcsoportból két sziget lakatlan (Anuanuraro és Anuanurunga), egy szigeten csupán két fő él (Nukutepipi), egy szigeten (Hereheretue) pedig található egy apró település, Otetou, amelynek lakossága 58 fő (2007).